# Simon bar Sabbae

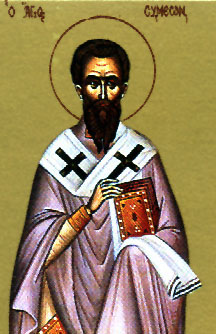

Simon bar Sabbae († 344) war Bischof und zweiter Katholikos von Seleukia-Ktesiphon, Märtyrer und Heiliger (21. April). Als sich auf Betreiben Schapurs II. die christlichen Kirchen Persiens unter einem gemeinsamen Oberhaupt zusammenschlossen, erhob der Bischof der Hauptstadt Seleukia-Ktesiphon, Papa bar Aggai, Anspruch auf den Titel. Dagegen formierte sich eine Opposition anderer Bischöfe unter Führung Simons und des aus Ägypten zurückgekehrten Miles von Gundischapur. Bei der Wahl Papas 334 kam es zu tumultartigen Auseinandersetzungen, in deren Folge Papa einen Schlaganfall erlitt und stumm blieb. Simon wurde zum Synkellos eingesetzt. Er genoss die Anerkennung der westlichen Bischöfe und war mit Mitgliedern der Familie Schapurs befreundet.
Als Schapur von ihm forderte, von den Christen doppeltes Kopfgeld und Steuern zu erheben, um den Krieg gegen Byzanz zu finanzieren, weigerte sich Simon und erklärte, er sei Bischof und kein Steuereinnehmer. Daraufhin wurde er zusammen mit anderen Bischöfen und Laien, darunter der Kuropalates Pusei, hingerichtet.